# Winchester (Kansas)
Winchester és una població dels Estats Units a l'estat de Kansas. Segons el cens del 2000 tenia 579 habitants.

## Demografia
Segons el cens del 2000, Winchester tenia 579 habitants, 210 habitatges, i 149 famílies. La densitat de població era de 745,2 habitants/km².
Dels 210 habitatges en un 35,7% hi vivien nens de menys de 18 anys, en un 54,8% hi vivien parelles casades, en un 11,9% dones solteres, i en un 28,6% no eren unitats familiars. En el 25,2% dels habitatges hi vivien persones soles el 13,8% de les quals corresponia a persones de 65 anys o més que vivien soles. El nombre mitjà de persones vivint en cada habitatge era de 2,56 i el nombre mitjà de persones que vivien en cada família era de 3,07.
Per edats la població es repartia de la següent manera: un 26,4% tenia menys de 18 anys, un 9,7% entre 18 i 24, un 23,8% entre 25 i 44, un 17,6% de 45 a 60 i un 22,5% 65 anys o més.
L'edat mediana era de 38 anys. Per cada 100 dones de 18 o més anys hi havia 82,8 homes.
La renda mediana per habitatge era de 37.143 $ i la renda mediana per família de 41.500 $. Els homes tenien una renda mediana de 35.313 $ mentre que les dones 19.659 $. La renda per capita de la població era de 14.568 $. Entorn del 9% de les famílies i el 10,3% de la població estaven per davall del llindar de pobresa.

## Poblacions properes
El següent diagrama mostra les poblacions més properes.